# Gornja Briska
Gornja Briska este un sat din comuna Bar, Muntenegru. Conform datelor de la recensământul din 2003, localitatea are 20 de locuitori (la recensământul din 1991 erau 92 de locuitori).

## Demografie
În satul Gornja Briska locuiesc 17 persoane adulte, iar vârsta medie a populației este de 51,7 de ani (43,2 la bărbați și 60,1 la femei). În localitate sunt 6 gospodării, iar numărul mediu de membri în gospodărie este de 3,33.
|  |

| Demografie | Demografie | Demografie |
| An         | Locuitori  | Locuitori  |
| ---------- | ---------- | ---------- |
|            |            |            |
|            |            |            |
|            |            |            |
|            |            |            |
| 1948       | 121        |            |
| 1953       | 139        |            |
| 1961       | 143        |            |
| 1971       | 137        |            |
| 1981       | 85         |            |
| 1991       | 92         | 45         |
| 2003       | 53         | 20         |

| \| Componența etnică conform recensământului din 2003[2] \| Componența etnică conform recensământului din 2003[2] \| Componența etnică conform recensământului din 2003[2] \| Componența etnică conform recensământului din 2003[2] \| Componența etnică conform recensământului din 2003[2] \| \| ----------------------------------------------------- \| ----------------------------------------------------- \| ----------------------------------------------------- \| ----------------------------------------------------- \| ----------------------------------------------------- \| \| \| \| \| \| \| \| Albanezi \| Albanezi \| \| 14 \| 70% \| \| Muntenegreni \| Muntenegreni \| \| 6 \| 30% \| \| necunoscută \| necunoscută \| \| 0 \| 0% \| |              |  |    |     |
| Componența etnică conform recensământului din 2003 |              |  |    |     |
| |              |  |    |     |
| Albanezi | Albanezi     |  | 14 | 70% |
| Muntenegreni | Muntenegreni |  | 6  | 30% |
| necunoscută | necunoscută  |  | 0  | 0%  |